# Ornithodoros procaviae
Ornithodoros procaviae är en fästingart som beskrevs av Theodor och Costa 1960. Ornithodoros procaviae ingår i släktet Ornithodoros och familjen mjuka fästingar.
Artens utbredningsområde är Israel. Inga underarter finns listade i Catalogue of Life.